# ده‌نو (رهدار)
ده‌نو، روستایی در دهستان رهدار بخش مرکزی شهرستان رودان در استان هرمزگان ایران است.

## جمعیت
بر پایه سرشماری عمومی نفوس و مسکن در سال ۱۳۹۵، جمعیت این روستا برابر با ۱۲۹ نفر (۴۳ خانوار) بوده‌است.